# 薩長芸三藩盟約
薩長芸三藩盟約（さっちょうげいさんぱんめいやく）とは、江戸時代末期（幕末）の慶応3年（1867年）9月に、薩摩藩、長州藩、芸州藩（広島藩）の三藩の間に締結された討幕のための出兵盟約である。
慶応2年（1866年）に薩摩藩と長州藩の間で薩長同盟が結ばれると、次いで長州藩の働きかけで芸州藩も同盟に加えられることとなった。薩摩藩の代表として大久保利通、長州藩の代表として木戸孝允、広沢真臣、芸州藩の代表として植田乙次郎が出席し、翌年9月17日に三藩の間で出兵盟約が結ばれた。盟約には兵力輸送、出兵配置、攻撃時期などを規定していた。しかし、芸州藩は土佐藩を中心とする公議政体論にも傾いていたため、結果薩長両藩から疎隔されて出兵は延期され、大政奉還と同じ日に薩長に秘密裏に下された討幕の密勅も、芸州藩には伝達されなかった。